# 1458
| 1458               |
| ------------------ |
| Dødsfald - Fødsler |
|                    |

| Gregoriansk kalender | 1458 MCDLVIII           |
| Ab urbe condita      | 2211                    |
| Armensk kalender     | 907 ԹՎ ՋԷ               |
| Kinesiske kalender   | 4154 – 4155 丁丑 – 戊寅 |
| Etiopisk kalender    | 1450 – 1451             |
| Jødisk kalender      | 5218 – 5219             |
| Hindukalendere       |                         |
| - Vikram Samvat      | 1513 – 1514             |
| - Shaka Samvat       | 1380 – 1381             |
| - Kali Yuga          | 4559 – 4560             |
| Iransk kalender      | 836 – 837               |
| Islamisk kalender    | 862 – 863               |

Konge i Danmark: Christian 1. 1448-1481
Se også 1458 (tal)

## Begivenheder
- Grækenland kommer under tyrkisk styre, der varer til 1830

## Født
- 3. oktober Sankt Kasimir